# Enduro Youth
Enduro Youth és una de les categories (o classes) en què es disputa el Campionat del Món d'enduro. Fou introduïda el 2009, uns anys després que s'introduïssin les tres principals (E1, E2 i E3). Instaurada inicialment com a Copa del món (FIM Youth Enduro World Cup), va esdevenir campionat mundial a partir de la temporada del 2017 amb el nom oficial de FIM Youth Enduro World Championship.
Reservada a pilots de menys de 21 anys, les motocicletes han de dur motor de dos temps d'entre 100 i 125 cc i plaques porta-números de color blau amb els números blancs.

## Llista de guanyadors

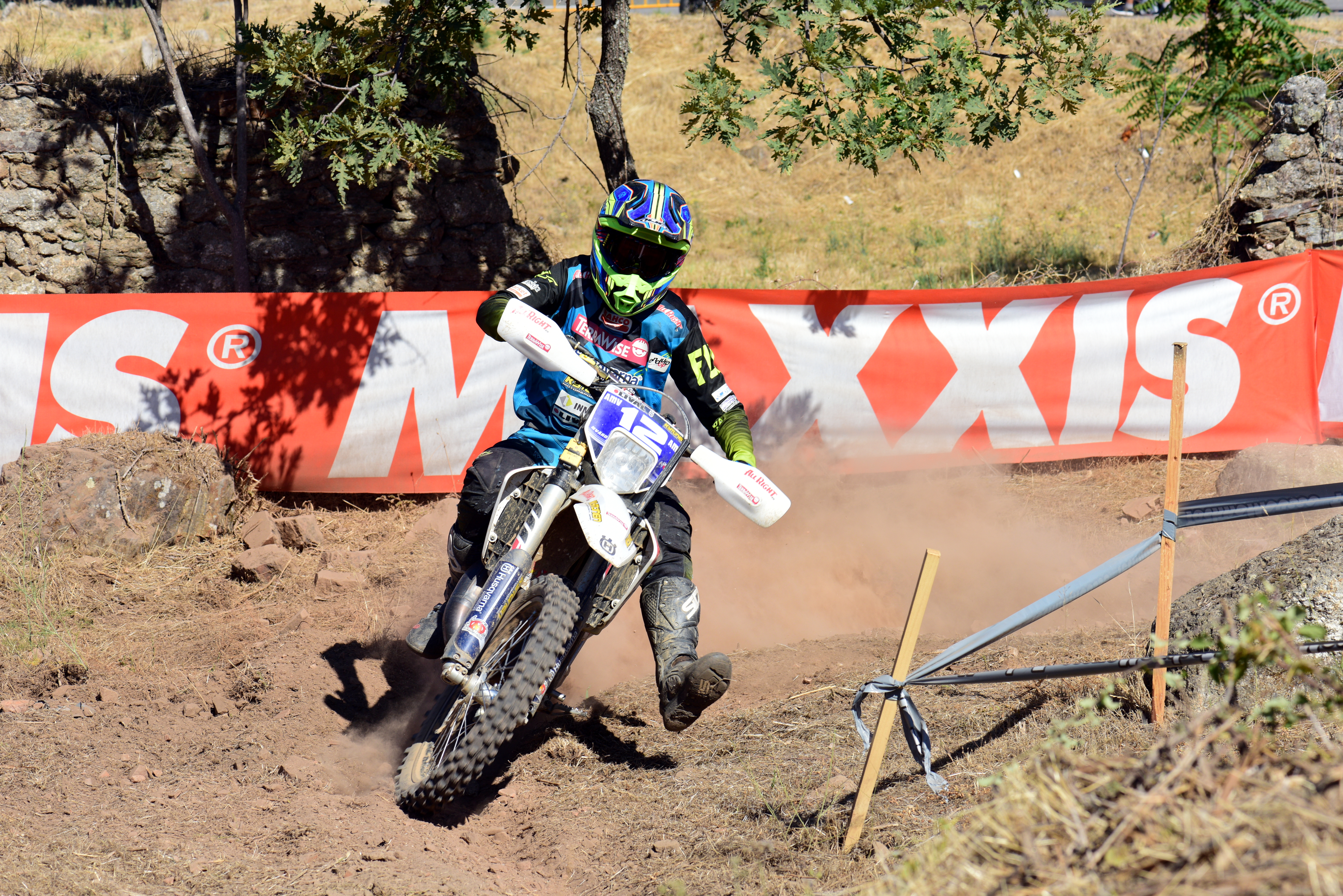
Hugo M.E. Svärd a la categoria Youth durant el mundial del 2017

A 26 de novembre de 2024
| Any  | Campió           | Motocicleta |
| ---- | ---------------- | ----------- |
| 2009 | Romain Dumontier | Husqvarna   |
| 2010 | Mario Román      | KTM         |
| 2011 | Jonathan Manzi   | KTM         |
| 2012 | Giacomo Redondi  | KTM         |
| 2013 | Jamie McCanney   | Husaberg    |
| 2014 | Davide Soreca    | Yamaha      |
| 2015 | Mikael Persson   | Yamaha      |
| 2016 | Jack Edmondson   | KTM         |
|      |                  |             |
| 2017 | Andrea Verona    | TM          |
| 2018 | Ruy Barbosa      | Husqvarna   |
| 2019 | Hamish MacDonald | Sherco      |
| 2020 | Sergio Navarro   | Husqvarna   |
| 2021 | Albin Norrbin    | Fantic      |
| 2022 | Harry Edmondson  | Fantic      |
| 2023 | Kevin Cristino   | Fantic      |
| 2024 | Manuel Verzeroli | KTM         |

1. ↑  Primera edició com a Campionat del món